# FC Barcelona w sezonie 2019/2020
Sezon 2019/20 był 121. sezonem w historii klubu FC Barcelona i 89 z rzędu sezonem tego klubu w najwyższej klasie hiszpańskiego futbolu. Obejmował on okres od 1 lipca 2019 do 31 sierpnia 2020.

## Przebieg sezonu
Przed sezonem 2019/20 klub dokonał kilku modyfikacji składu. W ramach nich do klubu dołączyli: Frenkie de Jong, Neto, Antoine Griezmann oraz Junior Firpo. Z zespołu rezerw do pierwszej drużyny awansował Moussa Wagué. Definitywnie zespół opuścili: Marc Cardona, André Gomes, Denis Suárez, Thomas Vermaelen, Douglas, Jasper Cillessen, Sergi Palencia, Adrián Ortolá oraz Malcom. Po półrocznym wypożyczeniu, klub rozstał się także z Jeisonem Murillo oraz Kevinem-Princem Boatengiem. Na roczne wypożyczenie udali się także Marc Cucurella, Philippe Coutinho oraz Rafinha. Sezon 2019/20 był trzecim sezonem pod wodzą trenera Ernesto Valverde i pierwszym pod wodzą Quique Setiéna.
Przed sezonem Barca uczestniczyła w turnieju Rakuten Cup. W pierwszym meczu tych rozgrywek przegrała z Chelsea Londyn 1:2. W drugim natomiast, pokonała Vissel Kobe 2:0. 4 sierpnia 2019 roku FC Barcelona po raz kolejny zdobyła Puchar Gampera, pokonując Arsenal Londyn 2:1. Blaugrana brała też udział w dwumeczowym turnieju La Liga-Serie A Cup. W turnieju udział brało udział Napoli. W pierwszym meczu z drużyną z Neapolu, Barca wygrała 2:1, a w drugim 4:0. W drugim meczu z Napoli debiutanckiego gola zdobył Antoine Griezmann.
16 sierpnia 2019 roku FC Barcelona rozpoczęła zmagania ligowe a tym samym oficjalny sezon, mierząc się z Athletikiem Bilbao. Ostatecznie Blaugrana uległa rywalom 0:1 i zaczęła sezon od porażki. W drugiej kolejce Ligi Hiszpańskiej klub z Katalonii pokonał na Camp Nou 5:2 Real Betis. Kolejnym przeciwnikiem FC Barcelony był klub z Pampeluny CA Osasuna, w tym meczu padł remis 2:2 po bramkach Ansu Fatiego oraz Arthura dla Katalończyków. W 4 kolejce La Liga FC Barcelona na własnym stadionie pokonała Valencię 5:2. Klubem, który rywalizował z Dumą Katalonii w 5 kolejce była Granada CF. Barca na wyjeździe uległa 2:0. Kolejka 6 dla piłkarzy FC Barcelony była lepsza i wygrała u siebie z Villarealem 2:1. Siódmym meczem Katalończyków było spotkanie na wyjeździe z Getafe CF, które zwyciężyli 0:2. W ósmej kolejce La Liga Barca podejmowała na Camp Nou Sevillę. Klub ze stolicy Katalonii pewnie pokonał rywali 4:0. Gola na 1:0 strzelił Luis Suarez po strzale nożycami, za to swoją pierwszą bramkę w lidze zdobył Lionel Messi po rzucie wolnym. Dziewiątym spotkaniem był mecz wyjazdowy na Municipal de Ipurua przeciwko SD Eibar, który udało się pokonać 3:0, bramki strzelali Antoine Griezmann, Lionel Messi oraz Luis Suarez. Kolejnym wysokim zwycięstwem było spotkanie z Real Valladolid, gdyż zakończyło się wynikiem 5:1 dla Katalończyków na Camp Nou. W jedenastym spotkaniu klub ze stolicy Katalonii przegrał na Estadio Ciudad de Valencia z Levante 3:1. Spotkanie z Celtą w trzynastej kolejce La Ligi poszło lepiej, ponieważ Barca wygrała to spotkanie u siebie 4:1. Lionel Messi strzelił dwie bramki z rzutów wolnych w tym meczu i jeden z rzutu karnego kompletując Hattricka. W kolejnych dwóch spotkaniach Barcelona, kontynuując serię zwycięstw pokonywała odpowiednio CD Leganés 2:1, Atlético Madryt 1:0 i RCD Mallorcę 5:2. W następnej kolejce Barca zremisowała na wyjeździe 2:2 z Realem Sociedad. 18 grudnia 2019 w rozegranym zaległym meczu El Clásico z Realem Madryt (mecz przełożony z października z powodu złej sytuacji politycznej w Katalonii), padł bezbramkowy remis. W ostatnim meczu 2019 roku Barcelona pokonała Deportivo Alavés 4:1. W pierwszym meczu 2020 roku padł remis 2:2 w Derbach Barcelony z RCD Espanyol. Przed kolejną kolejką nastąpiła w Barcelonie zmiana szkoleniowca. Pod wodzą już trenera Quique Setiéna Barca pokonała Granadę CF 1:0. W kolejnej kolejce zespół przegrał jednak 0:2 z Valencią CF. W kolejnych kolejkach podopieczni Setiéna pokonywali odpowiednio Real Betis 3:2, Getafe CF 2:1 oraz SD Eibar 5:0. 1 marca odbyło się kolejne El Clásico w sezonie. Barcelona przegrała jednak z Realem Madryt 0:2. W kolejnej kolejce, ostatniej przed zawieszeniem rozgrywek Blaugrana pokonała Real Sociedad 1:0. Po wznowieniu rozgrywek Barca wygrała 4:0 z RCD Mallorca i 2:0 z CD Leganés. W kolejnej kolejce padł bezbramkowy remis z Sevillą FC. Następnie klub ze stolicy Katalonii pokonał Athletic Bilbao 1:0. W kolejnych meczach padły dwa remisy 2:2 z Celtą Vigo oraz Atlético Madryt. Następnie podopieczni Setiéna wygrywali z Villarrealem CF 4:1, RCD Espanyol 1:0, w derbach Barcelony oraz Realem Valladolid 1:0. W przedostatnim meczu ligowym w sezonie Barcelona przegrała z CA Osasuna 1:2, tracąc szanse na mistrzostwo. W ostatnim meczu ligowym FC Barcelona pokonała Deportivo Alavés 5:0. Ostatecznie FC Barcelona zajęła 2. miejsce w tabeli z 82 punktami na koncie.
W Lidze Mistrzów FC Barcelona trafiła do grupy F razem z Borussią Dortmund, Interem Mediolan oraz Slavią Praga. W pierwszym meczu, z Borussią Dortmund padł remis 0:0. W drugiej kolejce Barca zmierzyła się z Interem na Camp Nou, wygrywając 2:1. Trzecie spotkanie FC Barcelona grała ze Slavią w Czechach. Katalończycy wygrali to spotkanie 2:1. W rewanżu ze Slavią, na Camp Nou, padł remis 0:0. W rewanżowym spotkaniu z Borussią, Barcelona wygrała pewnie 3:1 i zapewniła sobie wyjście z grupy z 1. miejsca. W ostatnim meczu Fazy Grupowej Barcelona ponownie, tym razem na wyjeździe, pokonała Inter Mediolan 2:1. W dwumeczu 1/8 Finału Barcelona zmierzy się z SSC Napoli. W pierwszym meczu tych drużyn padł remis 1:1. W rewanżowym spotkaniu, który odbył się dopiero 8 sierpnia, z powodu pandemii, Barcelona pokonała Napoli 3:1 (w dwumeczu 4:2) i awansowała do ćwierćfinału. Ze względu na konieczność szybkiego dokończenia rozgrywek Ligi Mistrzów zadecydowano, że od ćwierćfinału zespoły rozegrają wyjątkowo po jednym spotkaniu na neutralnym stadionie Estádio da Luz lub Estádio José Alvalade w Lizbonie. W ćwierćfinale podopieczni Quique Setiéna natrafili na klub Bayern Monachium. Katalończycy nie poradzili sobie z rywalem ulegając aż 2:8 i odpadając z Ligi Mistrzów już po ćwierćfinale. Tym samym Barcelona zakończyła wyjątkowo wydłużony sezon.
W sezonie 2019/20 po raz pierwszy zastosowano nową formułę Superpucharu Hiszpanii. Odtąd w turnieju oprócz Mistrza Hiszpanii i zdobywcy Pucharu Króla w turnieju uczestniczą wicemistrz i 3 drużyna tabeli z poprzedniego sezonu ligowego. Tym samym w Półfinale Superpucharu, rozgrywanego w Arabii Saudyjskiej, 9 stycznia 2020 roku,  Barcelona zmierzyła się z Atlético Madryt. Ostatecznie przegrała to spotkanie 2:3 odpadając w Półfinale Superpucharu.
W 1/16 finału Pucharu Króla Barcelona zmierzyła się z trzecioligowym klubem UD Ibiza. Barca wygrała to spotkanie 2:1 i awansowała do kolejnej rundy. W 1/8 finału Duma Katalonii natrafiła na CD Leganés. Blaugrana wygrała ten mecz 5:0 i awansowała do ćwierćfinału. W ćwierćfinale Barcelona zmierzyła się z Athletikiem Bilbao. Barca przegrała to spotkanie 0:1 i odpadła z rozgrywek Copa del Rey.
13 stycznia 2020 roku FC Barcelona podjęła decyzję o zakończeniu, trwającej 2,5 roku współpracy z trenerem Ernesto Valverde. Decyzję podjęto po rozczarowującym wyniku Barcelony w Superpucharze Hiszpanii, argumentując potrzebą świeżości w rundzie wiosennej. Nowym szkoleniowcem zespołu został Quique Setién. Była to pierwsza zmiana trenera Barcy, w trakcie sezonu, od 2003 roku.
23 marca 2020 roku rozgrywki La Ligi zostały zawieszone z powodu pandemii COVID-19. Wcześniej 13 marca 2020 roku zawieszone zostały rozgrywki Ligi Mistrzów. W związku z tym, swoją działalność zawiesił także klub FC Barcelona. 11 czerwca rozgrywki La Ligi zostały wznowione.
Ostatecznie FC Barcelona zakończyła sezon bez żadnego oficjalnego trofeum, po raz pierwszy od sezonu 2007/08. Najlepszym strzelcem klubu w sezonie został Lionel Messi, który strzelił 31 goli. Messi został także królem strzelców La Ligi z 25 golami na koncie.

## Skład
| Nr | Poz. | Piłkarz               |
| -- | ---- | --------------------- |
| 1  | BR   | Marc-André ter Stegen |
| 2  | OB   | Nélson Semedo         |
| 3  | OB   | Gerard Piqué          |
| 4  | PO   | Ivan Rakitić          |
| 5  | PO   | Sergio Busquets       |
| 8  | PO   | Arthur                |
| 9  | NA   | Luis Suárez           |
| 10 | NA   | Lionel Messi ()       |
| 11 | PO   | Ousmane Dembélé       |
| 13 | BR   | Neto                  |

| Nr | Poz. | Piłkarz            |
| -- | ---- | ------------------ |
| 15 | OB   | Clément Lenglet    |
| 17 | NA   | Antoine Griezmann  |
| 18 | OB   | Jordi Alba         |
| 19 | NA   | Martin Braithwaite |
| 20 | OB   | Sergi Roberto      |
| 21 | PO   | Frenkie de Jong    |
| 22 | PO   | Arturo Vidal       |
| 23 | OB   | Samuel Umtiti      |
| 24 | OB   | Junior Firpo       |

### Zawodnicy powołani ze składu rezerw
| Nr | Poz. | Piłkarz       |
| -- | ---- | ------------- |
| 26 | BR   | Iñaki Peña    |
| 28 | PO   | Riqui Puig    |
| 30 | PO   | Álex Collado  |
| 31 | NA   | Ansu Fati     |
| 33 | OB   | Ronald Araújo |
| 36 | BR   | Arnau Tenas   |
| 38 | NA   | Kike Saverio  |
| 39 | OB   | Sergio Akieme |

| Nr | Poz. | Piłkarz             |
| -- | ---- | ------------------- |
| 40 | OB   | Chumi               |
| 41 | NA   | Rey Manaj           |
| 42 | PO   | Monchu              |
| 43 | OB   | Jorge Cuenca        |
| 44 | OB   | Óscar Mingueza      |
| 45 | NA   | Konrad de la Fuente |
| 46 | PO   | Ludovit Reis        |
| 47 | PO   | Jandro Orellana     |

## Transfery

### Do klubu
| Piłkarz            | Z klubu             | Data transferu  | Kwota transferu        |
| ------------------ | ------------------- | --------------- | ---------------------- |
| Frenkie de Jong    | Ajax Amsterdam      | 1 lipca 2019    | 75+11 mln €            |
| Neto               | Valencia CF         | 1 lipca 2019    | 26+9 mln €             |
| Adrián Ortolá      | Deportivo La Coruña | 1 lipca 2019    | koniec wypożyczenia    |
| Paco Alcácer       | Borussia Dortmund   | 1 lipca 2019    | koniec wypożyczenia    |
| Douglas            | Sivasspor           | 1 lipca 2019    | koniec wypożyczenia    |
| Sergi Palencia     | Girondins Bordeaux  | 1 lipca 2019    | koniec wypożyczenia    |
| Denis Suárez       | Arsenal FC          | 1 lipca 2019    | koniec wypożyczenia    |
| Marc Cardona       | SD Eibar            | 1 lipca 2019    | koniec wypożyczenia    |
| André Gomes        | Everton FC          | 1 lipca 2019    | koniec wypożyczenia    |
| Marc Cucurella     | SD Eibar            | 1 lipca 2019    | koniec wypożyczenia    |
| Antoine Griezmann  | Atlético Madryt     | 14 lipca 2019   | 120 mln €              |
| Marc Cucurella     | SD Eibar            | 16 lipca 2019   | 4 mln €                |
| Moussa Wagué       | FC Barcelona B      | 2 sierpnia 2019 | awans z drużyny rezerw |
| Junior Firpo       | Real Betis          | 4 sierpnia 2019 | 18+12 mln €            |
| Arda Turan         | İstanbul Başakşehir | 7 stycznia 2020 | koniec wypożyczenia    |
| Martin Braithwaite | CD Leganés          | 20 lutego 2020  | 18 mln €               |

Źródło:

### Z klubu
| Piłkarz              | Do klubu         | Data transferu   | Kwota transferu          |
| -------------------- | ---------------- | ---------------- | ------------------------ |
| Marc Cucurella       | SD Eibar         | 1 lipca 2019     | 2 mln €                  |
| Marc Cardona         | CA Osasuna       | 1 lipca 2019     | 2,5 mln €                |
| André Gomes          | Everton FC       | 1 lipca 2019     | 25+4 mln €               |
| Denis Suárez         | Celta Vigo       | 1 lipca 2019     | 12,9+3,1 mln €           |
| Thomas Vermaelen     | Vissel Kobe      | 1 lipca 2019     | wolny transfer           |
| Douglas              | Beşiktaş JK      | 1 lipca 2019     | wolny transfer           |
| Jasper Cillessen     | Valencia CF      | 1 lipca 2019     | 35 mln €                 |
| Jeison Murillo       | Valencia CF      | 1 lipca 2019     | koniec wypożyczenia      |
| Kevin-Prince Boateng | US Sassuolo      | 1 lipca 2019     | koniec wypożyczenia      |
| Sergi Palencia       | AS Saint-Étienne | 5 lipca 2019     | 2+1 mln €                |
| Adrián Ortolá        | CD Tenerife      | 13 lipca 2019    | wolny transfer           |
| Marc Cucurella       | Getafe CF        | 18 lipca 2019    | wypożyczenie na sezon    |
| Malcom               | Zenit Petersburg | 2 sierpnia 2019  | 40+5 mln €               |
| Philippe Coutinho    | Bayern Monachium | 19 sierpnia 2019 | wypożyczenie na sezon    |
| Rafinha              | Celta Vigo       | 31 sierpnia 2019 | wypożyczenie na sezon    |
| Carles Aleñá         | Real Betis       | 1 stycznia 2020  | wypożyczenie na pół roku |
| Jean-Clair Todibo    | FC Schalke 04    | 15 stycznia 2020 | wypożyczenie na pół roku |
| Moussa Wagué         | OGC Nice         | 31 stycznia 2020 | wypożyczenie na pół roku |

## Sztab szkoleniowy do 13 stycznia

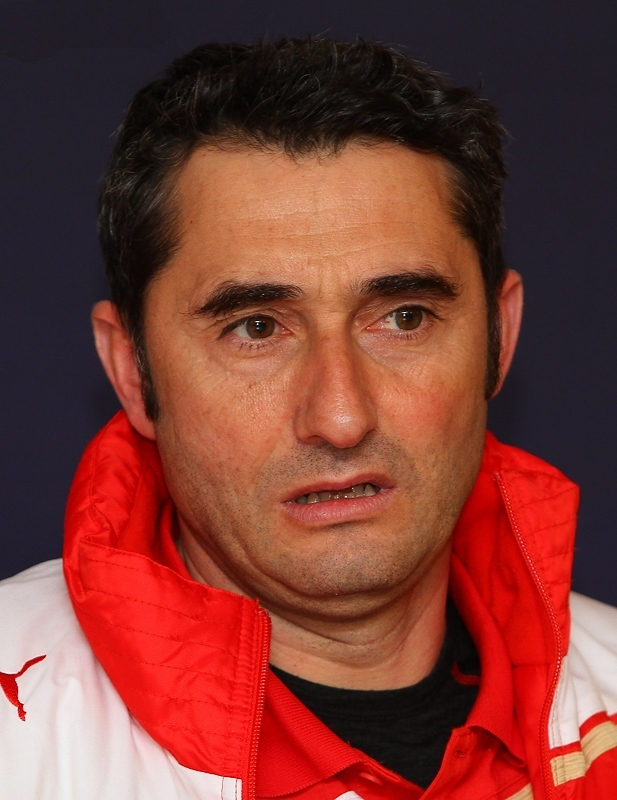
Ernesto Valverde, trener klubu do 13 stycznia 2020

| Osoba                   | Stanowisko                      |
| ----------------------- | ------------------------------- |
| Ernesto Valverde        | Trener                          |
| Jon Aspiazu             | Asystent trenera                |
| Joan Barbarà            | Trener techniczny               |
| Jose Antonio Pozanco    | Trener przygotowania fizycznego |
| Antonio Jose Gomez      | Trener przygotowania fizycznego |
| Edu Pons                | Trener przygotowania fizycznego |
| Jaume Munill            | Fizjoterapeuta                  |
| Juanjo Brau             | Fizjoterapeuta                  |
| Xavi López              | Fizjoterapeuta                  |
| Xavi Linde              | Fizjoterapeuta                  |
| José Ramón de la Fuente | Trener bramkarzy                |
| Carles Naval            | Delegat                         |

Źródło:

## Sztab szkoleniowy od 13 stycznia

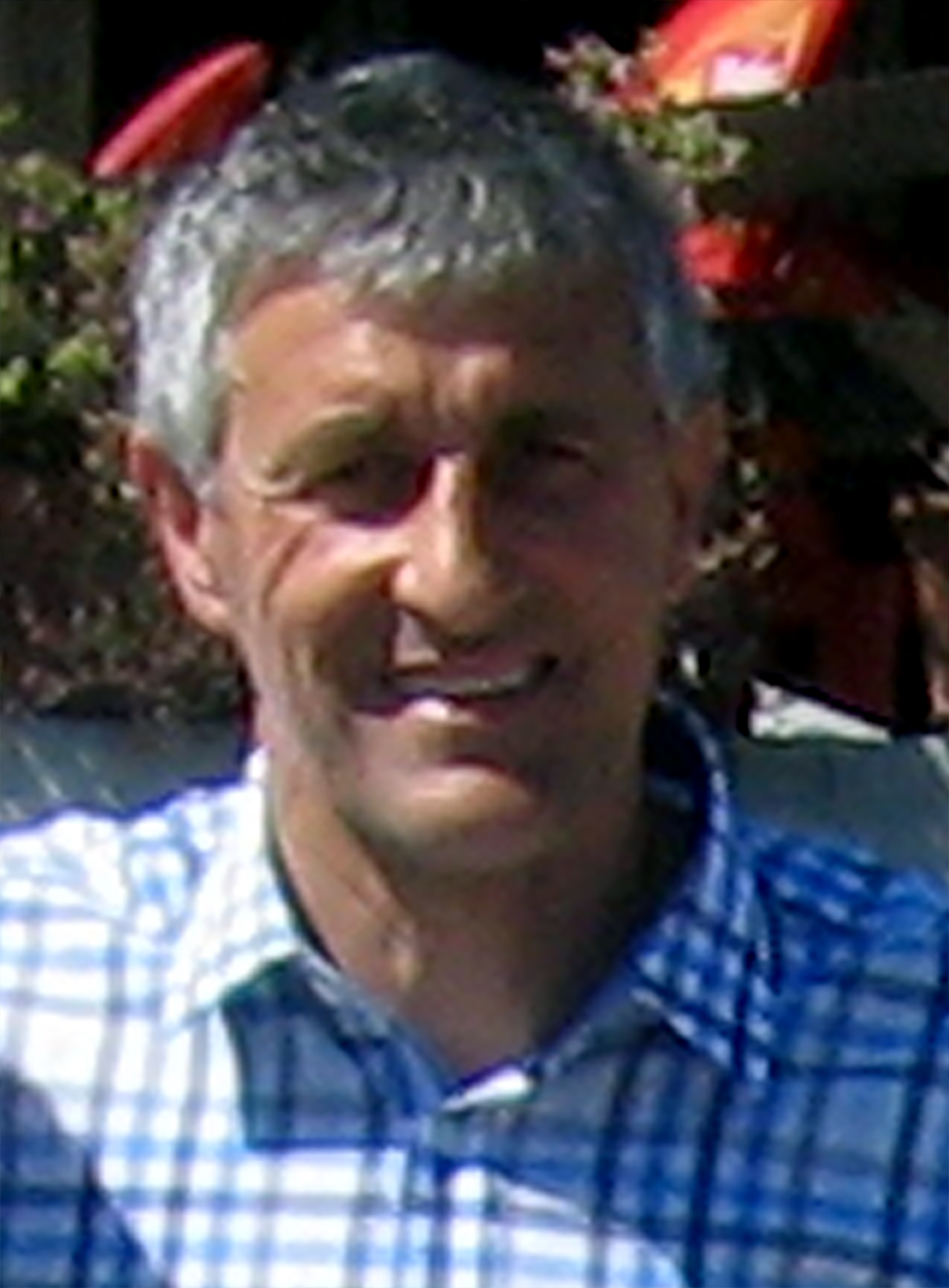
Quique Setién, trener klubu od 13 stycznia 2020

| Osoba                   | Stanowisko                      |
| ----------------------- | ------------------------------- |
| Quique Setién           | Trener                          |
| Eder Sarabia            | Asystent trenera                |
| Joan Barbarà            | Trener techniczny               |
| Fran Soto               | Trener przygotowania fizycznego |
| Antonio Jose Gomez      | Trener przygotowania fizycznego |
| Edu Pons                | Trener przygotowania fizycznego |
| Jaume Munill            | Fizjoterapeuta                  |
| Juanjo Brau             | Fizjoterapeuta                  |
| Xavi López              | Fizjoterapeuta                  |
| Xavi Linde              | Fizjoterapeuta                  |
| José Ramón de la Fuente | Trener bramkarzy                |
| Jon Pascua              | Trener bramkarzy                |
| Carles Naval            | Delegat                         |

## Mecze
zwycięstwo FC Barcelony
     remis
     zwycięstwo drużyny przeciwnej
| Rakuten Cup 23 lipca 2019 | FC Barcelona  | 1:2   | Chelsea                   |                                                              |
| 12:30 CET                 | Rakitić 90+1' | (0:1) | 34' Abraham · 81' Barkley | Stadion Saitama, Saitama Widzów: 51 126 Sędzia: Masaaki Toma |

| Rakuten Cup 27 lipca 2018 | Vissel Kobe | 0:2   | FC Barcelona   |                                                               |
| 11:00 CET                 |             | (0:0) | 59', 86' Pérez | Stadion Kobe Wing, Kobe Widzów: 27 720 Sędzia: Yudai Yamamoto |

| Trofeu Joan Gamper 4 sierpnia 2019 | FC Barcelona                           | 2:1   | Arsenal        |                                                                  |
| 20:00 CET                          | Maitland-Niles 69' (sam.) · Suárez 90' | (0:1) | 36' Aubameyang | Camp Nou, Barcelona Widzów: 98 812 Sędzia: Juan Martínez Munuera |

| La Liga Serie A Cup 8 sierpnia 2019 | FC Barcelona               | 2:1   | Napoli            |                                                           |
| 01:30 CET                           | Busquets 38' · Rakitić 79' | (1:1) | 42' (sam.) Umtiti | Hard Rock Stadium, Miami Widzów: 57 062 Sędzia: Ted Unkel |

| La Liga Serie A Cup 10 sierpnia 2019 | Napoli | 0:4   | FC Barcelona                                  |                                                                   |
| 23:00 CET                            |        | (0:1) | 48', 58' Suárez · 56' Griezmann · 63' Dembélé | Michigan Stadium, Ann Arbor Widzów: 60 043 Sędzia: Rubiel Vazquez |

| Primera División 116 sierpnia 2019 | Athletic Bilbao | 1:0   | FC Barcelona |                                                                  |
| 21:00 CET                          | Aduriz 89'      | (0:0) |              | San Mamés, Bilbao Widzów: 47 693 Sędzia: Carlos del Cerro Grande |

| Primera División 225 sierpnia 2019 | FC Barcelona                                          | 5:2   | Real Betis            |                                                                   |
| 21:00 CET                          | Griezmann 41', 50' · Pérez 56' · Alba 60' · Vidal 77' | (1:1) | 15' Fekir · 79' Morón | Camp Nou, Barcelona Widzów: 79 159 Sędzia: José González González |

| Primera División 331 sierpnia 2019 | CA Osasuna          | 2:2   | FC Barcelona          |                                                                          |
| 17:00 CET                          | Torres 7', 81' (k.) | (1:0) | 51' Fati · 64' Arthur | Estadio El Sadar, Pampeluna Widzów: 16 742 Sędzia: Juan Martínez Munuera |

| Primera División 414 września 2019 | FC Barcelona                                       | 5:2   | Valencia CF               |                                                                  |
| 21:00 CET                          | Fati 2' · De Jong 7' · Piqué 51' · Suárez 61', 82' | (2:1) | 27' Gameiro · 90+2' Gómez | Camp Nou, Barcelona Widzów: 81 617 Sędzia: José Sánchez Martínez |

| Liga Mistrzów 17 września 2019 | Borussia Dortmund | 0:0   | FC Barcelona |                                                                   |
| 21:00 CET                      |                   | (0:0) |              | Signal Iduna Park, Dortmund Widzów: 66 099 Sędzia: Ovidiu Hațegan |

| Primera División 521 września 2019 | Granada CF                  | 2:0   | FC Barcelona |                                                                                       |
| 21:00 CET                          | Azeez 2' · Vadillo 66' (k.) | (1:0) |              | Estadio Nuevo Los Cármenes, Granada Widzów: 18 880 Sędzia: Guillermo Cuadra Fernández |

| Primera División 624 września 2019 | FC Barcelona              | 2:1   | Villarreal CF |                                                                         |
| 21:00 CET                          | Griezmann 6' · Arthur 15' | (2:1) | 44' Cazorla   | Camp Nou, Barcelona Widzów: 70 316 Sędzia: Ricardo De Burgos Bengoetxea |

| Primera División 728 września 2019 | Getafe CF | 0:2   | FC Barcelona           |                                                                         |
| 16:00 CET                          |           | (0:1) | 41' Suárez · 49' Firpo | Coliseum Alfonso Pérez, Getafe Widzów: 15 135 Sędzia: Jesús Gil Manzano |

| Liga Mistrzów 2 października 2019 | FC Barcelona    | 2:1   | Inter Mediolan |                                                          |
| 21:00 CET                         | Suárez 58', 84' | (0:1) | 3' Martínez    | Camp Nou, Barcelona Widzów: 86 141 Sędzia: Damir Skomina |

| Primera División 86 października 2019 | FC Barcelona                                     | 4:0   | Sevilla FC |                                                                |
| 21:00 CET                             | Suárez 27' · Vidal 32' · Dembélé 35' · Messi 78' | (3:0) |            | Camp Nou, Barcelona Widzów: 81 331 Sędzia: Antonio Mateu Lahoz |

| Primera División 919 października 2019 | SD Eibar | 0:3   | FC Barcelona                           |                                                                            |
| 13:00 CET                              |          | (0:1) | 13' Griezmann · 58' Messi · 66' Suárez | Estadio Municipal de Ipurua, Eibar Widzów: 7295 Sędzia: Mario Melero López |

| Liga Mistrzów 23 października 2019 | Slavia Praga | 1:2   | FC Barcelona                   |                                             |
| 21:00 CET                          | Bořil 50'    | (0:1) | 3' Messi · 57' (sam.) Olayinka | Synot Tip Aréna, Praga Sędzia: Bobby Madden |

| Primera División 1129 października 2019 | FC Barcelona                                         | 5:1   | Real Valladolid |                                                                  |
| 21:00 CET                               | Lenglet 2' · Vidal 29' · Messi 34', 75' · Suárez 77' | (3:1) | 15' Kiko        | Camp Nou, Barcelona Widzów: 59 896 Sędzia: Javier Alberola Rojas |

| Primera División 122 listopada 2019 | Levante UD                             | 3:1   | FC Barcelona   |                                                                                           |
| 16:00 CET                           | Campaña 61' · Mayoral 63' · Radoja 68' | (0:1) | 38' (k.) Messi | Estadio Ciudad de Valencia, Walencja Widzów: 23 341 Sędzia: Alejandro Hernández Hernández |

| Liga Mistrzów 5 listopada 2019 | FC Barcelona | 0:0   | Slavia Praga |                                                           |
| 18:55 CET                      |              | (0:0) |              | Camp Nou, Barcelona Widzów: 67 023 Sędzia: Michael Oliver |

| Primera División 139 listopada 2019 | FC Barcelona                              | 4:1   | Celta Vigo |                                                                       |
| 21:00 CET                           | Messi 23' (k.), 45+1', 48' · Busquets 85' | (2:1) | 42' Olaza  | Camp Nou, Barcelona Widzów: 71 209 Sędzia: Guillermo Cuadra Fernández |

| 13 listopada 2019 | FC Cartagena | 0:2   | FC Barcelona            |                                                                  |
| 19:00 CET         |              | (0:0) | 64' Pérez · 88' Marqués | Estadio Cartagonova, Kartagena Sędzia: Fulgencio Madrid Martínez |

| Primera División 1423 listopada 2019 | CD Leganés    | 1:2   | FC Barcelona           |                                                                                    |
| 13:00 CET                            | En-Nesyri 12' | (1:0) | 53' Suárez · 79' Vidal | Estadio Municipal de Butarque, Leganés Widzów: 12 110 Sędzia: Santiago Jaime Latre |

| Liga Mistrzów 27 listopada 2019 | FC Barcelona                           | 3:1   | Borussia Dortmund |                                                           |
| 21:00 CET                       | Suárez 29' · Messi 33' · Griezmann 67' | (2:0) | 77' Sancho        | Camp Nou, Barcelona Widzów: 90 071 Sędzia: Clément Turpin |

| Primera División 151 grudnia 2019 | Atlético Madryt | 0:1   | FC Barcelona |                                                                        |
| 21:00 CET                         |                 | (0:0) | 86' Messi    | Wanda Metropolitano, Madryt Widzów: 64 226 Sędzia: Antonio Mateu Lahoz |

| Primera División 167 grudnia 2019 | FC Barcelona                                    | 5:2   | RCD Mallorca     |                                                                 |
| 21:00 CET                         | Griezmann 7' · Messi 17', 41', 83' · Suárez 43' | (4:1) | 35', 64' Budimir | Camp Nou, Barcelona Widzów: 71 072 Sędzia: José Munuera Montero |

| Liga Mistrzów 10 grudnia 2019 | Inter Mediolan | 1:2   | FC Barcelona         |                                                         |
| 21:00 CET                     | Lukaku 44'     | (1:1) | 23' Pérez · 86' Fati | San Siro, Mediolan Widzów: 71 818 Sędzia: Björn Kuipers |

| Primera División 1714 grudnia 2019 | Real Sociedad                 | 2:2   | FC Barcelona               |                                                                            |
| 16:00 CET                          | Oyarzabal 12' (k.) · Isak 62' | (1:1) | 38' Griezmann · 49' Suárez | Estadio Anoeta, San Sebastián Widzów: 36 639 Sędzia: Javier Alberola Rojas |

| Primera División 1018 grudnia 2019 | FC Barcelona | 0:0   | Real Madryt |                                                                          |
| 20:00 CET                          |              | (0:0) |             | Camp Nou, Barcelona Widzów: 93 426 Sędzia: Alejandro Hernández Hernández |

| Primera División 1821 grudnia 2019 | FC Barcelona                                            | 4:1   | Deportivo Alavés |                                                               |
| 16:00 CET                          | Griezmann 14' · Vidal 45' · Messi 69' · Suárez 75' (k.) | (2:0) | 56' Pons         | Camp Nou, Barcelona Widzów: 63 054 Sędzia: Mario Melero López |

| Primera División 194 stycznia 2020 | RCD Espanyol                 | 2:2   | FC Barcelona           |                                                                                   |
| 21:00 CET                          | David López 23' · Wu Lei 88' | (1:0) | 50' Suárez · 59' Vidal | Estadi Cornellà-El Prat, Barcelona Widzów: 33 562 Sędzia: Carlos del Cerro Grande |

| Supercopa España 1/2 Finału 9 stycznia 2020 | FC Barcelona              | 2:3   | Atlético Madryt                         |                                                                                 |
| 20:00 CET                                   | Messi 51' · Griezmann 62' | (0:0) | 46' Koke · 82' (k.) Morata · 86' Correa | King Abdullah Sports City, Dżudda Widzów: 58 410 Sędzia: José González González |

| Primera División 2019 stycznia 2020 | FC Barcelona | 1:0   | Granada CF |                                                                   |
| 21:00 CET                           | Messi 76'    | (0:0) |            | Camp Nou, Barcelona Widzów: 65 444 Sędzia: Valentín Pizarro Gómez |

| Copa del Rey 1/16 Finału 22 stycznia 2020 | UD Ibiza   | 1:2   | FC Barcelona         |                                                                                   |
| 19:00 CET                                 | Caballe 9' | (1:0) | 72', 90+4' Griezmann | Estadi Municipal de Can Misses, Ibiza Widzów: 6500 Sędzia: Pablo González Fuertes |

| Primera División 2125 stycznia 2020 | Valencia CF    | 2:0   | FC Barcelona |                                                                     |
| 16:00 CET                           | Gómez 48', 77' | (0:0) |              | Estadio Mestalla, Walencja Widzów: 45 882 Sędzia: Jesús Gil Manzano |

| Copa del Rey 1/8 Finału 30 stycznia 2020 | FC Barcelona                                             | 5:0   | CD Leganés |                                                                       |
| 19:00 CET                                | Griezmann 4' · Lenglet 27' · Messi 59', 89' · Arthur 77' | (2:0) |            | Camp Nou, Barcelona Widzów: 43 216 Sędzia: Guillermo Cuadra Fernández |

| Primera División 222 lutego 2020 | FC Barcelona  | 2:1   | Levante UD    |                                                                |
| 21:00 CET                        | Fati 30', 31' | (2:0) | 90+2' Rochina | Camp Nou, Barcelona Widzów: 60 295 Sędzia: Adrián Cordero Vega |

| Copa del Rey 1/4 Finału 6 lutego 2020 | Athletic Bilbao | 1:0   | FC Barcelona |                                                                |
| 21:00 CET                             | Williams 90+3'  | (0:0) |              | San Mamés, Bilbao Widzów: 49 154 Sędzia: Juan Martínez Munuera |

| Primera División 239 lutego 2020 | Real Betis                  | 2:3   | FC Barcelona                              |                                                                                 |
| 21:00 CET                        | Canales 6' (k.) · Fekir 26' | (2:2) | 9' De Jong · 45+3' Busquets · 72' Lenglet | Estadio Benito Villamarín, Sewilla Widzów: 54 526 Sędzia: José Sánchez Martínez |

| Primera División 2415 lutego 2020 | FC Barcelona                | 2:1   | Getafe CF |                                                                       |
| 16:00 CET                         | Griezmann 33' · Roberto 39' | (2:0) | 66' Ángel | Camp Nou, Barcelona Widzów: 89 409 Sędzia: Guillermo Cuadra Fernández |

| Primera División 2522 lutego 2020 | FC Barcelona                          | 5:0   | SD Eibar |                                                             |
| 16:00 CET                         | Messi 14', 37', 40', 87' · Arthur 89' | (3:0) |          | Camp Nou, Barcelona Widzów: 66 970 Sędzia: César Soto Grado |

| Liga Mistrzów 1/8 Finału 25 lutego 2020 | Napoli      | 1:1   | FC Barcelona  |                                                             |
| 21:00 CET                               | Mertens 30' | (1:0) | 57' Griezmann | Stadio San Paolo, Neapol Widzów: 44 388 Sędzia: Felix Brych |

| Primera División 261 marca 2020 | Real Madryt                  | 2:0   | FC Barcelona |                                                                              |
| 21:00 CET                       | Vinícius 71' · Mariano 90+2' | (0:0) |              | Estadio Santiago Bernabéu, Madryt Widzów: 78 357 Sędzia: Antonio Mateu Lahoz |

| Primera División 277 marca 2020 | FC Barcelona   | 1:0   | Real Sociedad |                                                                  |
| 18:30 CET                       | Messi 81' (k.) | (0:0) |               | Camp Nou, Barcelona Widzów: 77 035 Sędzia: Juan Martínez Munuera |

| Primera División 2813 czerwca 2020 | RCD Mallorca | 0:4   | FC Barcelona                                        |                                                                    |
| 22:00 CET                          |              | (0:2) | 2' Vidal · 37' Braithwaite · 79' Alba · 90+3' Messi | Iberostar Estadio, Palma Widzów: 0 Sędzia: Carlos del Cerro Grande |

| Primera División 2916 czerwca 2020 | FC Barcelona              | 2:0   | CD Leganés |                                                             |
| 22:00 CET                          | Fati 42' · Messi 69' (k.) | (1:0) |            | Camp Nou, Barcelona Widzów: 0 Sędzia: Juan Martínez Munuera |

| Primera División 3019 czerwca 2020 | Sevilla FC | 0:0   | FC Barcelona |                                                                                 |
| 22:00 CET                          |            | (0:0) |              | Estadio Ramón Sánchez Pizjuán, Sewilla Widzów: 0 Sędzia: José González González |

| Primera División 3123 czerwca 2020 | FC Barcelona | 1:0   | Athletic Bilbao |                                                         |
| 22:00 CET                          | Rakitić 71'  | (0:0) |                 | Camp Nou, Barcelona Widzów: 0 Sędzia: Jesús Gil Manzano |

| Primera División 3227 czerwca 2020 | Celta Vigo             | 2:2   | FC Barcelona    |                                                                     |
| 17:00 CET                          | Smołow 50' · Aspas 88' | (0:1) | 20', 67' Suárez | Estadio Balaídos, Vigo Widzów: 0 Sędzia: Guillermo Cuadra Fernández |

| Primera División 3330 czerwca 2020 | FC Barcelona                      | 2:2   | Atlético Madryt         |                                                                     |
| 22:00 CET                          | Costa 11' (sam.) · Messi 50' (k.) | (1:1) | 19' (k.), 62' (k.) Saúl | Camp Nou, Barcelona Widzów: 0 Sędzia: Alejandro Hernández Hernández |

| Primera División 345 lipca 2020 | Villarreal CF | 1:4   | FC Barcelona                                             |                                                                              |
| 22:00 CET                       | Gerard 14'    | (1:3) | 3' (sam.) Torres · 20' Suárez · 45' Griezmann · 86' Fati | Estadio de la Ceramica, Villarreal Widzów: 0 Sędzia: Carlos del Cerro Grande |

| Primera División 358 lipca 2020 | FC Barcelona | 1:0   | RCD Espanyol |                                                            |
| 22:00 CET                       | Suárez 56'   | (0:0) |              | Camp Nou, Barcelona Widzów: 0 Sędzia: José Munuera Montero |

| Primera División 3611 lipca 2020 | Real Valladolid | 0:1   | FC Barcelona |                                                                         |
| 19:30 CET                        |                 | (0:1) | 15' Vidal    | Estadio José Zorrilla, Valladolid Widzów: 0 Sędzia: Antonio Mateu Lahoz |

| Primera División 3716 lipca 2020 | FC Barcelona | 1:2   | CA Osasuna                |                                                             |
| 21:00 CET                        | Messi 62'    | (0:1) | 15' Arnáiz · 90+4' Torres | Camp Nou, Barcelona Widzów: 0 Sędzia: José Sánchez Martínez |

| Primera División 3819 lipca 2020 | Deportivo Alavés | 0:5   | FC Barcelona                                        |                                                                                  |
| 17:00 CET                        |                  | (0:3) | 24' Fati · 34', 75' Messi · 44' Suárez · 57' Semedo | Estadio de Mendizorroza, Vitoria-Gasteiz Widzów: 0 Sędzia: Juan Martínez Munuera |

| Liga Mistrzów 1/8 Finału 8 sierpnia 2020 | FC Barcelona                                | 3:1   | Napoli             |                                                    |
| 21:00 CET                                | Lenglet 10' · Messi 23' · Suárez 45+1' (k.) | (3:1) | 45+5' (k.) Insigne | Camp Nou, Barcelona Widzów: 0 Sędzia: Cüneyt Çakır |

| Liga Mistrzów 1/4 Finału 14 sierpnia 2020 | FC Barcelona                 | 2:8   | Bayern Monachium                                                                              |                                                         |
| 21:00 CET                                 | Alaba 7' (sam.) · Suárez 57' | (1:4) | 4', 31' Müller · 22' Perišić · 27' Gnabry · 63' Kimmich · 82' Lewandowski · 85', 89' Coutinho | Estádio da Luz, Lizbona Widzów: 0 Sędzia: Damir Skomina |

## Bilans meczów oficjalnych

### Statystyki meczów
| Rozgrywki          | Mecze | Wygrane | Remisy | Przegrane | Bramki strzelone | Bramki stracone |
| ------------------ | ----- | ------- | ------ | --------- | ---------------- | --------------- |
| Primera División   | 38    | 25      | 7      | 5         | 86               | 38              |
| Copa del Rey       | 3     | 2       | 0      | 1         | 7                | 2               |
| Liga Mistrzów UEFA | 9     | 5       | 3      | 1         | 15               | 14              |
| Supercopa España   | 1     | 0       | 0      | 1         | 2                | 3               |
| Suma               | 51    | 32      | 10     | 9         | 110              | 57              |

Źródło:

### Bilans meczów przeciwko klubom
| Klub              | Mecze | Wygrane | Remisy | Przegrane | Bramki strzelone | Bramki stracone |
| ----------------- | ----- | ------- | ------ | --------- | ---------------- | --------------- |
| CD Leganés        | 3     | 3       | 0      | 0         | 9                | 1               |
| Atlético Madryt   | 3     | 1       | 1      | 1         | 5                | 5               |
| Athletic Bilbao   | 3     | 1       | 0      | 2         | 1                | 2               |
| Deportivo Alavés  | 2     | 2       | 0      | 0         | 9                | 1               |
| SD Eibar          | 2     | 2       | 0      | 0         | 8                | 0               |
| RCD Mallorca      | 2     | 2       | 0      | 0         | 9                | 2               |
| Real Valladolid   | 2     | 2       | 0      | 0         | 6                | 1               |
| Real Betis        | 2     | 2       | 0      | 0         | 8                | 4               |
| Villarreal CF     | 2     | 2       | 0      | 0         | 6                | 2               |
| Getafe CF         | 2     | 2       | 0      | 0         | 4                | 1               |
| Inter Mediolan    | 2     | 2       | 0      | 0         | 4                | 2               |
| Sevilla FC        | 2     | 1       | 1      | 0         | 4                | 0               |
| Celta Vigo        | 2     | 1       | 1      | 0         | 6                | 3               |
| Napoli            | 2     | 1       | 1      | 0         | 4                | 2               |
| Borussia Dortmund | 2     | 1       | 1      | 0         | 3                | 1               |
| Real Sociedad     | 2     | 1       | 1      | 0         | 3                | 2               |
| RCD Espanyol      | 2     | 1       | 1      | 0         | 3                | 2               |
| Slavia Praga      | 2     | 1       | 1      | 0         | 2                | 1               |
| Valencia CF       | 2     | 1       | 0      | 1         | 5                | 4               |
| Levante UD        | 2     | 1       | 0      | 1         | 3                | 4               |
| Granada CF        | 2     | 1       | 0      | 1         | 1                | 2               |
| CA Osasuna        | 2     | 0       | 1      | 1         | 3                | 4               |
| Real Madryt       | 2     | 0       | 1      | 1         | 0                | 2               |
| UD Ibiza          | 1     | 1       | 0      | 0         | 2                | 1               |
| Bayern Monachium  | 1     | 0       | 0      | 1         | 2                | 8               |

### Bilans meczów przeciwko trenerom
| Trener               | Klub              | Mecze | Wygrane | Remisy | Przegrane | Bramki strzelone | Bramki stracone |
| -------------------- | ----------------- | ----- | ------- | ------ | --------- | ---------------- | --------------- |
| Javier Aguirre       | CD Leganés        | 3     | 3       | 0      | 0         | 9                | 1               |
| Diego Simeone        | Atlético Madryt   | 3     | 1       | 1      | 1         | 5                | 5               |
| Gaizka Garitano      | Athletic Bilbao   | 3     | 1       | 0      | 2         | 1                | 2               |
| José Luis Mendilibar | SD Eibar          | 2     | 2       | 0      | 0         | 8                | 0               |
| Vicente Moreno       | RCD Mallorca      | 2     | 2       | 0      | 0         | 9                | 2               |
| Sergio González      | Real Valladolid   | 2     | 2       | 0      | 0         | 6                | 1               |
| Rubi                 | Real Betis        | 2     | 2       | 0      | 0         | 8                | 4               |
| Javier Calleja       | Villarreal CF     | 2     | 2       | 0      | 0         | 6                | 2               |
| José Bordalás        | Getafe CF         | 2     | 2       | 0      | 0         | 4                | 1               |
| Antonio Conte        | Inter Mediolan    | 2     | 2       | 0      | 0         | 4                | 2               |
| Julen Lopetegui      | Sevilla FC        | 2     | 1       | 1      | 0         | 4                | 0               |
| Óscar García         | Celta Vigo        | 2     | 1       | 1      | 0         | 6                | 3               |
| Gennaro Gattuso      | Napoli            | 2     | 1       | 1      | 0         | 4                | 2               |
| Lucien Favre         | Borussia Dortmund | 2     | 1       | 1      | 0         | 3                | 1               |
| Imanol Alguacil      | Real Sociedad     | 2     | 1       | 1      | 0         | 3                | 2               |
| Jindřich Trpišovský  | Slavia Praga      | 2     | 1       | 1      | 0         | 2                | 1               |
| Albert Celades       | Valencia CF       | 2     | 1       | 0      | 1         | 5                | 4               |
| Paco López           | Levante UD        | 2     | 1       | 0      | 1         | 3                | 4               |
| Diego Martínez       | Granada CF        | 2     | 1       | 0      | 1         | 1                | 2               |
| Jagoba Arrasate      | CA Osasuna        | 2     | 0       | 1      | 1         | 3                | 4               |
| Zinédine Zidane      | Real Madryt       | 2     | 0       | 1      | 1         | 0                | 2               |
| Juan Muñiz           | Deportivo Alavés  | 1     | 1       | 0      | 0         | 5                | 0               |
| Asier Garitano       | Deportivo Alavés  | 1     | 1       | 0      | 0         | 4                | 1               |
| Pablo Alfaro         | UD Ibiza          | 1     | 1       | 0      | 0         | 2                | 1               |
| Francisco Rufete     | RCD Espanyol      | 1     | 1       | 0      | 0         | 1                | 0               |
| Abelardo             | RCD Espanyol      | 1     | 0       | 1      | 0         | 2                | 2               |
| Hans-Dieter Flick    | Bayern Monachium  | 1     | 0       | 0      | 1         | 2                | 8               |

## Statystyki piłkarzy w oficjalnych meczach

### Statystyki występów i goli
| Piłkarz               | Primera División | Primera División | Copa del Rey | Copa del Rey | Liga Mistrzów UEFA | Liga Mistrzów UEFA | Supercopa España | Supercopa España | Suma  | Suma   |
| Piłkarz               | Mecze            | Bramki           | Mecze        | Bramki       | Mecze              | Bramki             | Mecze            | Bramki           | Mecze | Bramki |
| --------------------- | ---------------- | ---------------- | ------------ | ------------ | ------------------ | ------------------ | ---------------- | ---------------- | ----- | ------ |
| Marc-André ter Stegen | 36               | 0                | 2            | 0            | 8                  | 0                  | 0                | 0                | 46    | 0      |
| Nélson Semedo         | 32               | 1                | 3            | 0            | 7                  | 0                  | 0                | 0                | 42    | 1      |
| Gerard Piqué          | 35               | 1                | 2            | 0            | 7                  | 0                  | 1                | 0                | 45    | 1      |
| Ivan Rakitić          | 31               | 1                | 3            | 0            | 7                  | 0                  | 1                | 0                | 42    | 1      |
| Sergio Busquets       | 33               | 2                | 2            | 0            | 7                  | 0                  | 1                | 0                | 43    | 2      |
| Jean-Clair Todibo (X) | 2                | 0                | 0            | 0            | 1                  | 0                  | 0                | 0                | 3     | 0      |
| Arthur                | 21               | 3                | 3            | 1            | 4                  | 0                  | 0                | 0                | 28    | 4      |
| Luis Suárez           | 28               | 16               | 0            | 0            | 7                  | 5                  | 1                | 0                | 36    | 21     |
| Lionel Messi          | 33               | 25               | 2            | 2            | 8                  | 3                  | 1                | 1                | 44    | 31     |
| Ousmane Dembélé       | 5                | 1                | 0            | 0            | 4                  | 0                  | 0                | 0                | 9     | 1      |
| Rafinha (X)           | 3                | 0                | 0            | 0            | 0                  | 0                  | 0                | 0                | 3     | 0      |
| Neto                  | 2                | 0                | 1            | 0            | 1                  | 0                  | 1                | 0                | 5     | 0      |
| Clément Lenglet       | 28               | 2                | 3            | 1            | 9                  | 1                  | 0                | 0                | 40    | 4      |
| Moussa Wagué (X)      | 1                | 0                | 0            | 0            | 2                  | 0                  | 0                | 0                | 3     | 0      |
| Antoine Griezmann     | 35               | 9                | 3            | 3            | 9                  | 2                  | 1                | 1                | 48    | 15     |
| Jordi Alba            | 27               | 2                | 3            | 0            | 5                  | 0                  | 1                | 0                | 36    | 2      |
| Carles Aleñá (X)      | 4                | 0                | 0            | 0            | 1                  | 0                  | 0                | 0                | 5     | 0      |
| Martin Braithwaite    | 11               | 1                | 0            | 0            | 0                  | 0                  | 0                | 0                | 11    | 1      |
| Sergi Roberto         | 30               | 1                | 2            | 0            | 6                  | 0                  | 1                | 0                | 39    | 1      |
| Frenkie de Jong       | 29               | 2                | 3            | 0            | 9                  | 0                  | 1                | 0                | 42    | 2      |
| Arturo Vidal          | 33               | 8                | 2            | 0            | 7                  | 0                  | 1                | 0                | 43    | 8      |
| Samuel Umtiti         | 13               | 0                | 1            | 0            | 3                  | 0                  | 1                | 0                | 18    | 0      |
| Junior Firpo          | 17               | 1                | 2            | 0            | 4                  | 0                  | 0                | 0                | 23    | 1      |
| Carles Pérez (R) (X)  | 10               | 1                | 1            | 0            | 1                  | 1                  | 0                | 0                | 12    | 2      |
| Riqui Puig (R)        | 11               | 0                | 1            | 0            | 0                  | 0                  | 0                | 0                | 12    | 0      |
| Álex Collado (R)      | 1                | 0                | 0            | 0            | 0                  | 0                  | 0                | 0                | 1     | 0      |
| Ansu Fati (R)         | 24               | 7                | 3            | 0            | 5                  | 1                  | 1                | 0                | 33    | 8      |
| Ronald Araújo (R)     | 6                | 0                | 0            | 0            | 0                  | 0                  | 0                | 0                | 6     | 0      |
| Monchu (R)            | 0                | 0                | 0            | 0            | 1                  | 0                  | 0                | 0                | 1     | 0      |

(X) – piłkarze, którzy odeszli z klubu w trakcie sezonu lub piłkarze, którzy nie zostali zgłoszeni do rozgrywek.
(R) – piłkarze, którzy nie są oficjalnie w pierwszej drużynie a jedynie są powoływani z drużyny rezerw.
Źródło:

### Najlepsi strzelcy
| lp. | Piłkarz              | Primera División | Copa del Rey | Liga Mistrzów UEFA | Supercopa España | Suma |
| --- | -------------------- | ---------------- | ------------ | ------------------ | ---------------- | ---- |
| 1.  | Lionel Messi         | 25               | 2            | 3                  | 1                | 31   |
| 2.  | Luis Suárez          | 16               | 0            | 5                  | 0                | 21   |
| 2.  | Antoine Griezmann    | 9                | 3            | 2                  | 1                | 15   |
| 4.  | Arturo Vidal         | 8                | 0            | 0                  | 0                | 8    |
| 4.  | Ansu Fati (R)        | 7                | 0            | 1                  | 0                | 8    |
| 6.  | Arthur               | 3                | 1            | 0                  | 0                | 4    |
| 6.  | Clément Lenglet      | 2                | 1            | 1                  | 0                | 4    |
| 8.  | Carles Pérez (R) (X) | 1                | 0            | 1                  | 0                | 2    |
| 8.  | Frenkie de Jong      | 2                | 0            | 0                  | 0                | 2    |
| 8.  | Sergio Busquets      | 2                | 0            | 0                  | 0                | 2    |
| 8.  | Jordi Alba           | 2                | 0            | 0                  | 0                | 2    |
| 12. | Gerard Piqué         | 1                | 0            | 0                  | 0                | 1    |
| 12. | Junior Firpo         | 1                | 0            | 0                  | 0                | 1    |
| 12. | Ousmane Dembélé      | 1                | 0            | 0                  | 0                | 1    |
| 12. | Sergi Roberto        | 1                | 0            | 0                  | 0                | 1    |
| 12. | Martin Braithwaite   | 1                | 0            | 0                  | 0                | 1    |
| 12. | Ivan Rakitić         | 1                | 0            | 0                  | 0                | 1    |
| 12. | Nélson Semedo        | 1                | 0            | 0                  | 0                | 1    |

## Tabele

### Primera División
| Lp. | Drużyna          | M  | Z  | R  | P  | Bramki | Bramki | Różn. | Pkt | Uwagi                                      |
| --- | ---------------- | -- | -- | -- | -- | ------ | ------ | ----- | --- | ------------------------------------------ |
| 1   | Real Madryt (M)  | 38 | 26 | 9  | 3  | 70     | 25     | +45   | 87  | Liga Mistrzów UEFA • Faza grupowa          |
| 2   | FC Barcelona     | 38 | 25 | 7  | 6  | 86     | 38     | +48   | 82  | Liga Mistrzów UEFA • Faza grupowa          |
| 3   | Atlético Madryt  | 38 | 18 | 16 | 4  | 51     | 27     | +24   | 70  | Liga Mistrzów UEFA • Faza grupowa          |
| 4   | Sevilla FC       | 38 | 19 | 13 | 6  | 54     | 34     | +20   | 70  | Liga Mistrzów UEFA • Faza grupowa          |
| 5   | Villarreal CF    | 38 | 18 | 6  | 14 | 63     | 49     | +14   | 60  | Liga Europy UEFA • Faza grupowa            |
| 6   | Real Sociedad    | 38 | 16 | 8  | 14 | 56     | 48     | +8    | 56  | Liga Europy UEFA • Faza grupowa            |
| 7   | Granada CF       | 38 | 16 | 8  | 14 | 52     | 45     | +7    | 56  | Liga Europy UEFA • II runda kwalifikacyjna |
| 8   | Getafe CF        | 38 | 14 | 12 | 12 | 43     | 37     | +6    | 54  |                                            |
| 9   | Valencia CF      | 38 | 14 | 11 | 13 | 46     | 53     | −7    | 53  |                                            |
| 10  | CA Osasuna       | 38 | 13 | 13 | 12 | 46     | 54     | −8    | 52  |                                            |
| 11  | Athletic Bilbao  | 38 | 13 | 12 | 13 | 41     | 38     | +3    | 51  |                                            |
| 12  | Levante UD       | 38 | 14 | 7  | 17 | 47     | 53     | −6    | 49  |                                            |
| 13  | Real Valladolid  | 38 | 9  | 15 | 14 | 32     | 43     | −11   | 42  |                                            |
| 14  | SD Eibar         | 38 | 11 | 9  | 18 | 39     | 56     | −17   | 42  |                                            |
| 15  | Real Betis       | 38 | 10 | 11 | 17 | 48     | 60     | −12   | 41  |                                            |
| 16  | Deportivo Alavés | 38 | 10 | 9  | 19 | 34     | 59     | −25   | 39  |                                            |
| 17  | Celta Vigo       | 38 | 7  | 16 | 15 | 37     | 49     | −12   | 37  |                                            |
| 18  | CD Leganés (S)   | 38 | 8  | 12 | 18 | 30     | 51     | −21   | 36  | Spadek do Segunda División                 |
| 18  | RCD Mallorca (S) | 38 | 9  | 6  | 23 | 40     | 65     | −25   | 33  | Spadek do Segunda División                 |
| 20  | RCD Espanyol (S) | 38 | 5  | 10 | 23 | 27     | 58     | −31   | 25  | Spadek do Segunda División                 |

### Copa del Rey
| Drużyna 1       | Wynik | Drużyna 2    |
| --------------- | ----- | ------------ |
| UD Ibiza        | 1:2   | FC Barcelona |
| FC Barcelona    | 5:0   | CD Leganés   |
| Athletic Bilbao | 1:0   | FC Barcelona |

### Liga Mistrzów UEFA
Grupa F:
| Lp. | Drużyna               | M | Z | R | P | Bramki | Bramki | +/– | Pkt |
| --- | --------------------- | - | - | - | - | ------ | ------ | --- | --- |
| 1   | FC Barcelona (A)      | 6 | 4 | 2 | 0 | 9      | 4      | +5  | 14  |
| 2   | Borussia Dortmund (A) | 6 | 3 | 1 | 2 | 8      | 8      | 0   | 10  |
| 3   | Inter Mediolan (LE)   | 6 | 2 | 1 | 3 | 10     | 9      | +1  | 7   |
| 4   | Slavia Praga          | 6 | 0 | 2 | 4 | 4      | 10     | −6  | 2   |

|                   | BAR | DOR | INT | SLA |
| ----------------- | --- | --- | --- | --- |
| FC Barcelona      | –   | 3:1 | 2:1 | 0:0 |
| Borussia Dortmund | 0:0 | –   | 3:2 | 2:1 |
| Inter Mediolan    | 1:2 | 2:0 | –   | 1:1 |
| Slavia Praga      | 1:2 | 0:2 | 1:3 | –   |

Faza pucharowa:
| Drużyna 1                            | Wynik dwumeczu | Drużyna 2    | Pierwszy mecz | Drugi mecz |
| ------------------------------------ | -------------- | ------------ | ------------- | ---------- |
| Napoli                               | 2:4            | FC Barcelona | 1:1           | 1:3        |
| Po lewej gospodarz pierwszego meczu. |                |              |               |            |

| Drużyna 1    | Wynik | Drużyna 2        |
| ------------ | ----- | ---------------- |
| FC Barcelona | 2:8   | Bayern Monachium |